# Untoten
Untoten is een Duitse band, afkomstig uit Berlijn. De groep werd opgericht in 1994 door David A. Line en zangeres Greta Csatlós. De teksten zijn voornamelijk in het Duits en Engels, en worden ondersteund door vrouwelijke zang.
De stijl van de band is van thrashmetal en grindcore (periode van voor Hab' keine Angst, Veluzifer) langzamerhand geëvolueerd naar darkwave met metalelementen in. Op de Grabsteinland-serie zijn ook akoestische muziekinstrumenten hoorbaar.

## Line-up

### Huidige bezetting
- David A. Line - Mannelijke zang, composities en teksten
- Greta Csatlós - Vrouwelijke zang en visuele concept

## Discografie

### Albums
- 1996: Hab' keine Angst, Veluzifer
- 1997: Kiss of Death (Untoten album)|Kiss of Death
- 1998: Nekropolis
- 1999: Schwarze Messe
- 2000: Vampire book
- 2001: The look of blasphemie
- 2003: Grabsteinland I Durch den Kristallwald
- 2004: Grabsteinland II Herrschaft der Vampire
- 2005: Grabsteinland III Herz der Finsternis
- 2006: Die Blutgräfin
- 2007: Die Nonnen von Loudun
- 2008: Die Hexe
- 2009: Grabsteinland IV Die schwarze Feder
- 2010: Liebe oder Tod
- 2010: Haus der Lüge
- 2011: Zombie 1 - die Welt danach
- 2011: Zombie 2 - the Revenge
- 2012: Eisenherz

### Andere uitgaven
- 1994: In den Mund genommen, Poser (Demo)
- 1995: Maultot (Demo)
- 2000: Schwarzherzlichst (VHS)
- 2002: Dresscode black II: Get into the goth club (Untoten vs SOKO Friedhof)
- 2004: Raben (CDS)
- 2007: Best Of
- 2009: Akustisch: Des Raben Flug
- 2012: How to become Undead (Rarities 1990-2000)